# John Norman
John Norman, pseudonimo di John Frederick Lange Jr. (Chicago, 3 giugno 1931), è uno scrittore statunitense, conosciuto come l'autore della serie di romanzi fantascientifici di Gor.
È stato professore di filosofia al Queens College di New York fino alla pensione.

## Biografia
La carriera di Norman può essere divisa in quattro fasi:

### Anni cinquanta
Norman comincia la sua carriera accademica. Nel 1953 è docente all'Università del Nebraska, nel 1957 diventa Professore d'Arte nell'università Southern California. Sposa Bernice L. Green il 14 gennaio 1956, da cui avrà tre figli.

### Anni sessanta e settanta
Nel 1963 ottiene il dottorato di ricerca in filosofia alla Princeton University. 
Norman diventa famoso. In parte per via delle sue idee rivoluzionarie e alternative; ma soprattutto per il suo lavoro nel campo pornografico e sadomasochista. 

### Tra il 1980 e il 1990
Alcune persone notano la politicizzazione dei suoi libri, specialmente nel settore femminile; alcuni denunciano le sue opere e pubblicano petizioni. I libri di Norman vengono rimossi dal mercato e l'autore viene denunciato. 

### Dopo il 1990
Soprattutto in ambito BDSM i libri di Norman tornano disponibili e ottengono una certa diffusione, con alcuni limiti. Norman continua a insegnare filosofia e mantiene un discreto successo.

## Opere

### Cronache di Gor (parzialmente tradotte in italiano)
- Gor (Tarnsman of Gor, dicembre 1966)
- Il fuorilegge di Gor (Outlaw of Gor, dicembre 1967)
- Priest-Kings of Gor (dicembre 1968)
- Nomads of Gor (novembre 1969)
- Assassin of Gor (dicembre 1970)
- Raiders of Gor (dicembre 1971)
- Captive of Gor (dicembre 1972)
- Hunters of Gor (marzo 1974)
- Marauders of Gor (marzo 1975)
- Tribesmen of Gor (marzo 1976)
- Slave Girl of Gor (marzo 1977)
- Beasts of Gor (marzo 1978)
- Explorers of Gor (marzo 1979)
- Fighting Slave of Gor (marzo 1980)
- Rogue of Gor (marzo 1981)
- Guardsman of Gor (novembre 1981)
- Savages of Gor (marzo 1982)
- Blood Brothers of Gor (novembre 1982)
- Kajira of Gor (marzo 1983)
- Players of Gor (marzo 1984)
- Mercenaries of Gor (marzo 1985)
- Dancer of Gor (novembre 1985)
- Renegades of Gor (marzo 1986)
- Vagabonds of Gor (marzo 1987)
- Magicians of Gor (giugno 1988)
- Witness of Gor (2001)
- Prize of Gor (2008)
- Kur of Gor (2009)
- Swordsmen of Gor (2010)
- Mariners of Gor (2011)
- Conspirators of Gor (2012)
- Smugglers of Gor (ottobre 2012)
- Rebels of Gor (ottobre 2013)

### The Telnarian Histories
(inediti in italiano)
- The Chieftain (1991)
- The Captain (1992)
- The King (1993)
- The Usurper (2015)

### Romanzi storici
- Schiavo del tempo (1975)
- La danza del fantasma (1979)

### Saggi
Pubblicati con il suo vero nome (John Lange)
- The Cognitivity Paradox: An Inquiring Concerning The Claims Of Philosophy (1970)
- The Philosophy of Historiography (2010)
- Philosophy and the Challenge of the Future (2013)

## Filmografia
Film basati sulle sue opere letterarie:
- Gor, diretto da Fritz Kiersch (1987)
- Ritorno a Gor, diretto da John Cardos (1988)